# Agreste Sergipano
Agreste Sergipano is een van de drie mesoregio's van de Braziliaanse deelstaat Sergipe. Zij grenst aan de mesoregio's Leste Sergipano, Sertão Sergipano en Nordeste Baiano (BA). De mesoregio heeft een oppervlakte van ca. 5.926 km². In 2006 werd het inwoneraantal geschat op 445.693.
Vier microregio's behoren tot deze mesoregio:
- Agreste de Itabaiana
- Agreste de Lagarto
- Nossa Senhora das Dores
- Tobias Barreto

Mesoregio's: Agreste Sergipano · Leste Sergipano · Sertão Sergipano

Microregio's: Agreste de Itabaiana · Agreste de Lagarto · Aracaju · Baixo Cotinguiba · Boquim · Carira · Cotinguiba · Estância · Japaratuba · Nossa Senhora das Dores · Propriá · Tobias Barreto · Sergipana do Sertão do São Francisco